# Schwarzer See (Satteins)
Der Schwarze See liegt im Gemeindegebiet von Satteins im österreichischen Bundesland Vorarlberg.

## Geografische Lage
Das Gewässer befindet sich in unmittelbarer Nähe zur Gemeindegrenze von Satteins mit den ebenfalls im Bezirk Feldkirch liegenden Gemeinden Göfis und Rankweil. Geschätzt wird der See auf etwa 180 Meter Länge und eine durchschnittliche Breite von etwa 20 Meter. Er nimmt eine Fläche von etwa 0,65 Hektar ein. Ab etwa zwei Meter Wassertiefe besteht er fast nur noch aus dickem Schlamm. Der See ist etwa 4,80 m tief. Die Wasserfläche hat annähernd die Form eines Bumerangs, wobei sich auf der Südseite des Sees eine kleine Insel mit einem einzelnen Baum darauf befindet. Um den See herum führt ein kleiner Spazierweg.

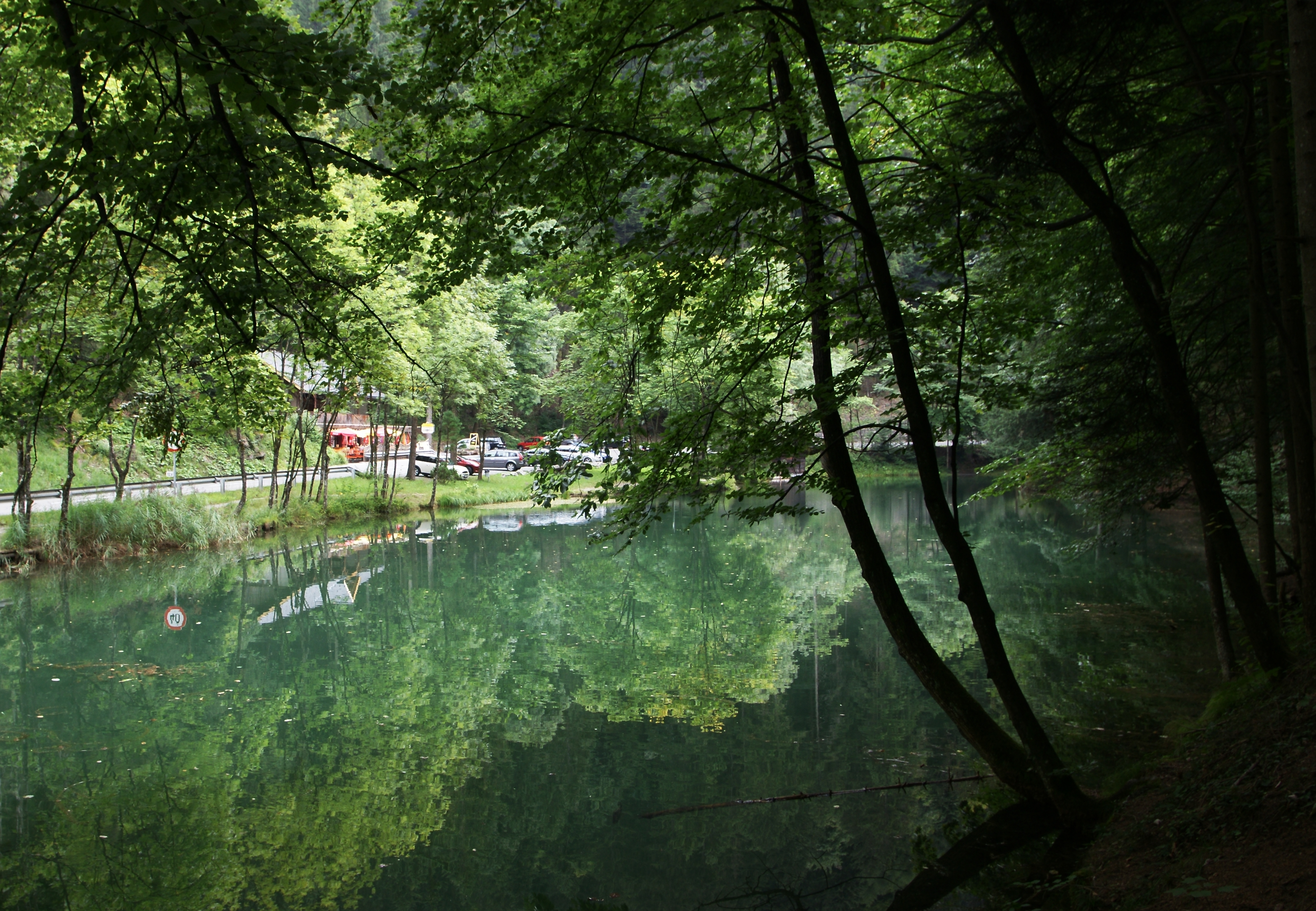
Blick vom Westen (2008)

Entlang des Seeufers verläuft die Walgaustraße L 50 (in diesem Bereich als „Rankweiler Straße“ bezeichnet), eine Landesstraße, an welcher sich im Bereich des Sees eine Raststation befindet, die im Sommer bewirtschaftet wird. Diese Straße verbindet das Vorarlberger Rheintal mit dem Walgau und ist als beliebte Strecke von Motorradfahrern bekannt.
Der See sammelt Wasser aus den umliegenden Bergen und hat daher keinen typischen Zulauf. Der Ablauf des Sees ist nur für das Abfließen von Regenwasser gedacht und liegt sonst trocken.

## Geschichte
Der Schwarze See entstand erst im Spätmittelalter durch einen Bergsturz vom Spiegelstein. Zeuge dieses mittelalterlichen Großereignisses ist die heute noch sichtbare Naturnarbe des Verheitenschrofen.
Ende April 2009 forschte ein Forschungsteam des Arbeitskreises Unterwasserarchäologie der Universität Wien sowie der privaten Firma Ardis Archäologie im See nach einer verschollenen Römerstraße.